# J. R. Tremblay
Joseph-Robert Tremblay (* 4. März 1883 in Ottawa; † 20. November 1959 in Montreal) war ein kanadischer Schauspieler und Autor.
Tremblay begann sie Laufbahn als Schauspieler in einer Laientruppe seiner Heimatstadt. Seinen ersten professionellen Auftritt hatte er 1902 in La Passion am Monument National in Montreal. 1903 engagierte ihn Paul Cazeneuve an das Théâtre National, wo er in Nebenrollen an der Seite von Schauspielern wie Elzéar Hamel, Jerôme Sheler und auch Sarah Bernhardt auftrat. Er tourte in den ersten Jahren des 20. Jahrhunderts mit der Truppe durch Kanada und wirkte an mehreren Uraufführungen von Shows Paul Goys mit.  
Später übernahm seine Frau Fannie Tremblay die Leitung der Schauspieltruppe von Jean Nel, mit der beide mehrere Jahre durch Ontario und Neuengland tourten. Für diese Truppe schrieb Tremblay eine Reihe von Komödien, darunter As-tu vu Sophranie?, Les noces de Rosanna, Le mariage fatal, La veuve Trompette und Les deux goglus. Eddy Beaudry entdeckte ihn für den Rundfunk und gab ihm die Rolle des Chef Langelier in dem Hörspiel Rue principale. Nach Rollen in mehreren Kurzfilmen spielte er 1949 den Marchand Lacour in Paul Gurys Film Un homme et son péché und 1952 den Bürgermeister in Le rossignol et les cloches von René Delacroix. Nach Auftritten in der Fernsehserie 14, rue de Galais (1954) arbeitete er in seinen letzten Jahren ausschließlich als Theaterschauspieler.